# 長谷川繁雄
長谷川 繁雄（はせがわ しげお、1932年10月2日 -1966年6月24日）は、1950年代半ばから1960年代前半にかけて活躍したプロ野球選手（一塁手、外野手）である。広島県竹原市出身。

## 経歴
竹原高校を卒業後、法政大学に進学。東京六大学野球リーグでは中心打者として活躍したが、優勝には届かず、1954年秋季リーグの2位が最高成績であった。大学同期に中野健一、1年下に斎田忠利・古川啓三がいる。
1956年に南海ホークスへ入団。同年は開幕直後から一塁手、五番打者に抜擢され、寺田陽介とレギュラーを争う。四番打者としても11試合に出場した。1957年のシーズン後半から中堅手に回る。1958年には122試合に出場し規定打席にも到達、打率.276（リーグ9位）、16本塁打の好成績を残した。翌1959年は400フィート打線の五番打者として打率.302をマークする活躍で、4年ぶりのリーグ優勝に貢献。読売ジャイアンツとの日本シリーズでも第2戦で2点適時打を放ち、シリーズ優勝の美酒を味わった。1961年までレギュラーの座を守るが、1962年に寺田陽介とカールトン半田（半田春夫）と共に、井上登との交換トレードで中日ドラゴンズへ移籍。同年はシーズン序盤に三番打者として起用されるが、後半には出場機会が減少。翌1963年には近鉄バファローズに移り、同年オフに引退した。
引退後は、大阪市南区（現・中央区）瓦屋町でレストランを経営していた。1966年6月24日午前1時40分頃に白浜温泉に向かう途中、和歌山市田野の県道を乗用車で運転中にハンドル操作を誤り、車ごと海岸に転落して死亡した。以下理由により、当件は過失による事故死として処理された。
- 現場にブレーキ痕はなく、ブレーキが故障した形跡もないことから、乗用車はかなりのスピードを出していた
- 停車中の車を突き落としたとしても、転落現場から岩場まで離れすぎている
- 現場は同じような事故が多発していた
- 外傷もなく、遺書もなかった

しかし、1969年に黒い霧事件が明るみになると、1970年3月17日のプロ野球健全化公聴会と翌18日の衆議院法務委員会で、和歌山県を選挙区とする中谷鉄也から以下のような事件性を疑わせる内容が指摘され、長谷川が黒い霧事件への関与から謀殺された疑惑が浮上した。
- 長谷川が事故当時運転していた車が元大相撲の関取Aの所有で、Aもそのまま現在まで行方不明
- 長谷川が生前、球団関係者などに多額の借金を申し込んでいた

その後、警察による事故現場の再調査が行われ、当時の記録を基に検討会が開かれたが、謀殺を裏付けるような事実は発見されず、事故死として再認識された。

## 選手としての特徴
打力はあったが、本来は一塁手であったため外野の守りに難点があり、左投手の先発時には、同期の大沢啓二らに定位置を譲る場面も多かった。カーブ打ちを苦手とし、「長谷川とかけて、湊町の交差点と解く。その心は、カーブに弱い」（大阪球場近くの大阪市電湊町駅近辺に急カーブがあり、車輪がキーキー鳴っていた）とヤジられたことがある。

## 詳細情報

### 年度別打撃成績
| 年 度     | 球 団     | 試 合 | 打 席 | 打 数 | 得 点 | 安 打 | 二 塁 打 | 三 塁 打 | 本 塁 打 | 塁 打 | 打 点 | 盗 塁 | 盗 塁 死 | 犠 打 | 犠 飛 | 四 球 | 敬 遠 | 死 球 | 三 振 | 併 殺 打 | 打 率 | 出 塁 率 | 長 打 率 | O P S |
| --------- | --------- | ----- | ----- | ----- | ----- | ----- | -------- | -------- | -------- | ----- | ----- | ----- | -------- | ----- | ----- | ----- | ----- | ----- | ----- | -------- | ----- | -------- | -------- | ----- |
| 1956      | 南海      | 125   | 321   | 284   | 33    | 80    | 16       | 2        | 4        | 112   | 37    | 7     | 5        | 1     | 0     | 31    | 0     | 5     | 36    | 2        | .282  | .363     | .394     | .757  |
| 1957      | 南海      | 99    | 243   | 224   | 28    | 57    | 15       | 5        | 3        | 91    | 28    | 3     | 0        | 0     | 1     | 17    | 0     | 1     | 36    | 2        | .254  | .310     | .406     | .716  |
| 1958      | 南海      | 122   | 447   | 387   | 72    | 107   | 22       | 4        | 16       | 185   | 60    | 9     | 7        | 0     | 4     | 55    | 4     | 1     | 63    | 1        | .276  | .368     | .478     | .846  |
| 1959      | 南海      | 115   | 385   | 341   | 52    | 103   | 22       | 5        | 8        | 159   | 43    | 5     | 2        | 1     | 2     | 39    | 1     | 2     | 51    | 6        | .302  | .377     | .466     | .843  |
| 1960      | 南海      | 110   | 336   | 303   | 41    | 83    | 9        | 1        | 8        | 118   | 25    | 9     | 2        | 0     | 2     | 30    | 2     | 1     | 51    | 3        | .274  | .341     | .389     | .731  |
| 1961      | 南海      | 118   | 269   | 229   | 49    | 60    | 6        | 0        | 7        | 87    | 22    | 11    | 5        | 2     | 1     | 36    | 2     | 1     | 49    | 3        | .262  | .365     | .380     | .745  |
| 1962      | 中日      | 79    | 165   | 144   | 18    | 33    | 3        | 2        | 6        | 58    | 15    | 0     | 0        | 0     | 0     | 21    | 1     | 0     | 38    | 0        | .229  | .327     | .403     | .730  |
| 1963      | 近鉄      | 69    | 95    | 82    | 11    | 14    | 3        | 0        | 2        | 23    | 10    | 3     | 1        | 0     | 2     | 10    | 0     | 1     | 18    | 3        | .171  | .269     | .280     | .549  |
| 通算：8年 | 通算：8年 | 837   | 2261  | 1994  | 304   | 537   | 96       | 19       | 54       | 833   | 240   | 47    | 22       | 4     | 12    | 239   | 10    | 12    | 342   | 20       | .269  | .351     | .418     | .769  |

### 記録
- オールスターゲーム出場：1回 （1958年）

### 背番号
- 26 （1956年 - 1962年）
- 27 （1963年）